# Флаг Молдавской Автономной Советской Социалистической Республики
Флаг Молдавской Автономной Советской Социалистической Республики был утвержден в 1925 году, когда съезд Советов Украины 10 мая одобрил Конституцию Молдавской АССР. Таким образом, в статье VII статьи 48 Конституции предусматривается, что: «Молдавская АССР имеет свои государственные герб и флаг, установленные Центральным исполнительным комитетом Молдовы и утвержденный Центральным исполнительным комитетом Украины». 4 сентября 1925 года Президиум Центрального исполнительного комитета Молдавской АССР обсудил вопрос «конкурса на разработку герба и флага и его жюри в составе представителей высших партийных органов и органов власти Республики». 21 сентября 1925 года Президиум Центрального исполнительного комитета во главе с И. Н. Чиором-Яначи возобновил «рассмотрение государственного герба и флага Молдавской АССР». Что касается флага, Президиум решил, что:
1. Серпу и молоту придать вид, аналогичный принятому на союзном гербе;
2. Буквы Р.А.С.С.М. поместить дугой в левом верхнем углу концами вниз;
3. Кукурузу и колос перевить виноградной лозой так, чтобы листья винограда свешивалась по бокам и в середине.

После этого 19 октября 1925 года Центральный исполнительный комитет Молдавской АССР принял проекты государственного герба и флага Молдавской АССР.
6 января 1938 года на 7-м внеочередном съезде Советов Молдавской АССР была принята вторая Молдавская Конституция, причем флаг описывался так:
Статья 112. Государственным флагом Молдавской Автономной Советской Социалистической Республики является государственный флаг УССР, состоящий из красного полотнища, в левом углу которого, у древка наверху, помещены золотые серп и молот и буквы "УРСР" на украинском и молдавском языках, с добавлением под надписью "УРСР" буквами меньшего размера надписи "Молдавська АРСР" на украинском и молдавском языках.
«Молдавский» текст был написан с использованием латинского алфавита. Несколько месяцев спустя в том же году флаг изменился, поскольку «молдавские» названия были написаны с использованием кириллицы.
Флаг вышел из употребления 2 августа 1940 года, когда Молдавская АССР была упразднена, а ее территория была разделена между вновь созданной Молдавской Советской Социалистической Республикой и Украинской Советской Социалистической Республикой.